# شعير داكن
شعير داكن (الاسم العلمي:Hordeum fuscum) هي نوع نباتي يتبع جنس الشعير من الفصيلة النجيلية.  